# Distretto regionale della Capitale
Il distretto regionale della Capitale (CRD) è un distretto regionale della Columbia Britannica, Canada di 345.164 abitanti, che ha come capoluogo Victoria.

## Comunità
- Città e comuni
  - Central Saanich
  - Colwood
  - Esquimalt
  - Highlands
  - Langford
  - Metchosin
  - North Saanich
  - Oak Bay
  - Saanich
  - Sidney
  - Sooke
  - Victoria
  - View Royal
- Villaggi e aree esterne ai comuni
  - Capital F
  - Capital G
  - Capital H